# Bulbophyllum amblyanthum
Bulbophyllum amblyanthum là một loài phong lan thuộc chi Bulbophyllum.